# Щитонога черепаха червоноголова
Щитонога черепаха червоноголова (Podocnemis erythrocephala) — вид черепах з роду Щитоногі черепахи родини Щитоногі черепахи. Інша назва «кайєнська щитонога черепаха».

## Опис
Загальна довжина карапаксу досягає 32 см. Голова довгаста. Панцир куполоподібний, опуклий, овальної форми. Найбільш широке місце за центром. По середині проходить помітний кіль. Ширина другого хребетного щитка більше довжини. Міжтім'яний щиток короткий і не розділяє тім'яні. Присутні підочні щитки. На підборідді є 2 вусика. Пластрон великий.
Голова темно-коричневого кольору. У дорослих самців та молодих черепашенят на потилиці присутня велика червона пляма. Звідси походить назва цієї черепахи. У самиць немає такої плями. У молодих черепах на голові присутні широкі червоні чи помаранчеві смуги. Є поперечна заочноямкова смуга. Карапакс коричневого або темно-горіхового кольору зі світлою облямівкою по краю. Пластрон коричнево-сірий з краю і жовтий, помаранчевий, рожевий по центру. Перетинка коричнево-сіра. Кінцівки й щелепи темно-сірі або коричневі.

## Спосіб життя
Полюбляє струмки і ріки з прозорою водою. Харчуються водними рослинами, фруктами, що впали у воду, рибою.
Відкладання яєць відбувається з серпня по листопад з піком у вересні—жовтні. Яйця зазвичай відкладаються у пісок, за сезон буває декілька кладок. Самиця відкладає від 5—14 до 30—40. Яйця еліпсоїдні, розміром 43×27 мм. Новонароджені черепашенята завдовжки 40 мм.

## Розповсюдження
Мешкає у басейні річок Рік-Негру і Касикьяре на півдні Венесуели, сході Колумбії і півночі Бразилії.